# Огни Баку
«Огни Баку» — азербайджанский советский фильм 1950 года. На экраны выпущен не был. Премьера фильма в сокращённом виде (с вырезанной ролью Л. Берии) состоялась только 16 февраля 1958 года. В 1968 году фильм был подвергнут очередной ревизии — на этот раз из него исчез Сталин. Последний совместный фильм А. Зархи и И. Хейфица. 
Фильм повествует о развитии нефтяной промышленности советского Азербайджана на фоне великих исторических процессов первой половины XX века. На примере семьи мастера-буровика Али-Бала Алиева показан тяжёлый труд бакинских нефтяников, их роль в укреплении экономической и военной мощи СССР.

## В ролях
| Актёр             | Роль            |
| ----------------- | --------------- |
| Михаил Геловани   | Иосиф Сталин    |
| Николай Мордвинов | Лаврентий Берия |
| Мирза Ага Алиев   | мастер Али-Бала |
| Марзия Давудова   | Ана-Ханум       |
| Николай Охлопков  | Шатров          |
| Рза Тахмасиб      | товарищ Багиров |
| Николай Крючков   | Парамонов       |
| Виктор Станицын   | Черчилль        |